# 日本電通
日本電通株式会社（にっぽんでんつう）は、大阪市港区に本社を置く電設建設、システムソリューション、CATV事業などを行う企業。

## 沿革
- 1947年10月 - 日本電興株式会社設立。
- 1952年11月 - 商号を日本電通建設株式会社に変更。
- 1983年8月 - 大阪証券取引所2部上場。
- 1999年10月 - 現社名に変更。
- 2013年7月 - 大阪証券取引所と東京証券取引所の現物株市場統合に伴い、東京証券取引所2部に指定替え。
- 2018年
  - 9月26日 - 東京証券取引所2部上場廃止。
  - 10月1日 - 株式会社協和エクシオ（現・エクシオグループ）と経営統合を実施し、日本電通は簡易株式交換により協和エクシオの完全子会社となる[1]。

## 関連会社
- NDIソリューションズ株式会社
- NNC株式会社
- 四国システム開発株式会社
- ニックコンピュータサービス株式会社
- 株式会社毎日映像音響システム
- 株式会社大一電業社